# Top 14 2015-16
El campeonato de rugby XV de Francia de 2015-16, más conocido como Top 14 2015-16 fue la 117.ª edición del campeonato francés de rugby union. En este campeonato se enfrentan los catorce mejores equipos de Francia.

## Equipos participantes
| Equipo          | Ciudad             | Estadio                                          | Capacidad     |
| --------------- | ------------------ | ------------------------------------------------ | ------------- |
| Agen            | Agen               | Stade Armandie                                   | 14,000        |
| Bordeaux Bègles | Bordeaux           | Stade Chaban-Delmas (Bordeaux) Matmut Atlantique | 34,700 41,458 |
| Brive           | Brive-la-Gaillarde | Stade Amédée-Domenech                            | 16,000        |
| Castres         | Castres            | Stade Pierre-Antoine                             | 11,500        |
| Clermont        | Clermont-Ferrand   | Parc des Sports Marcel Michelin                  | 19,022        |
| Grenoble        | Grenoble (Isère)   | Stade des Alpes                                  | 20,068        |
| La Rochelle     | La Rochelle        | Stade Marcel-Deflandre                           | 15,000        |
| Montpellier     | Montpellier        | Altrad Stadium                                   | 14,700        |
| Oyonnax         | Oyonnax            | Stade Charles-Mathon                             | 12,400        |
| Pau             | Pau                | Stade du Hameau                                  | 13,800        |
| Racing 92       | Colombes           | Stade Olympique Yves-du-Manoir                   | 14,000        |
| Stade Français  | Paris              | Stade Jean-Bouin                                 | 20,000        |
| Toulon          | Toulon             | Stade Mayol                                      | 15,400        |
| Toulouse        | Toulouse           | Stade Ernest-Wallon                              | 19,500        |

## Clasificación
Actualizado a últimos partidos disputados el 5 de junio de 2016 (26.ª Jornada).<
|    | Club           | J  | G  | E | P  | PF  | PC  | Dif. | TF | TC | PBO | PBD | Puntos |
| -- | -------------- | -- | -- | - | -- | --- | --- | ---- | -- | -- | --- | --- | ------ |
| 1  | Clermont       | 26 | 18 | 1 | 7  | 735 | 431 | +304 | 77 | 33 | 10  | 4   | 88     |
| 2  | Toulon         | 26 | 16 | 0 | 10 | 764 | 446 | +318 | 90 | 37 | 11  | 7   | 82     |
| 3  | Montpellier    | 26 | 18 | 0 | 8  | 723 | 569 | +154 | 77 | 50 | 7   | 2   | 81     |
| 4  | Racing         | 26 | 18 | 1 | 7  | 614 | 522 | +92  | 63 | 46 | 5   | 2   | 81     |
| 5  | Toulouse       | 26 | 16 | 2 | 8  | 680 | 393 | +287 | 80 | 35 | 7   | 4   | 79     |
| 6  | Castres        | 26 | 15 | 0 | 11 | 650 | 496 | +154 | 68 | 36 | 6   | 5   | 71     |
| 7  | Bordeaux       | 26 | 14 | 2 | 10 | 552 | 503 | +49  | 44 | 44 | 3   | 4   | 67     |
| 8  | Brive          | 26 | 13 | 1 | 12 | 540 | 545 | −5   | 43 | 51 | 4   | 4   | 62     |
| 9  | La Rochelle    | 26 | 11 | 0 | 15 | 553 | 656 | −103 | 51 | 65 | 4   | 6   | 54     |
| 10 | Grenoble       | 26 | 10 | 0 | 16 | 605 | 779 | −174 | 60 | 91 | 4   | 3   | 47     |
| 11 | Pau            | 26 | 10 | 1 | 15 | 420 | 675 | −255 | 30 | 75 | 2   | 2   | 46     |
| 12 | Stade Français | 26 | 9  | 0 | 17 | 543 | 631 | −88  | 50 | 62 | 2   | 3   | 41     |
| 13 | Agen           | 26 | 5  | 0 | 21 | 531 | 846 | −315 | 50 | 94 | 1   | 5   | 26     |
| 14 | Oyonnax        | 26 | 5  | 0 | 21 | 429 | 847 | −418 | 41 | 96 | 2   | 2   | 24     |

Pts = Puntos totales; PJ = Partidos Jugados; G = Partidos Ganados; E = Partidos Empatados; P = Partidos Perdidos; PF = Puntos a favor; PC = Puntos en contra; Dif = Diferencia de puntos; PBO = Bonus ofensivos; PBD = Bonus defensivos

## Fase Final
|  | Reclasificación | Reclasificación  | Reclasificación |           |    | Semifinales | Semifinales | Semifinales |  |   | Final     | Final | Final |  |
|  |                 |                  |                 |           |    |             |             |             |  |   |           |       |       |  |
|  |                 |                  |                 |           |    |             |             |             |  |   |           |       |       |  |
|  |                 |                  |                 |           |    |             |             |             |  |   |           |       |       |  |
|  |                 |                  |                 |           |    |             |             |             |  |   |           |       |       |  |
|  |                 |                  |                 |           |    |             |             |             |  |   |           |       |       |  |
|  |                 | 1                | Clermont        | 33        |    |             |             |             |  |   |           |       |       |  |
|  |                 |                  |                 | 33        |    |             |             |             |  |   |           |       |       |  |
|  |                 |                  | 4               | Racing 92 | 34 |             |             |             |  |   |           |       |       |  |
|  | 4               | Racing 92        | 4               | Racing 92 | 34 | 21          |             |             |  |   |           |       |       |  |
|  | 4               | Racing 92        |                 |           |    |             |             |             |  |   |           |       |       |  |
|  | 5               | Stade Toulousain | 16              |           |    |             |             |             |  |   |           |       |       |  |
|  | 5               | Stade Toulousain | 16              |           |    |             |             |             |  | 4 | Racing 92 | 29    |       |  |
|  |                 |                  |                 |           |    |             |             |             |  | 4 | Racing 92 | 29    |       |  |
|  |                 |                  | 2               | Toulon    | 21 |             |             |             |  |   |           |       |       |  |
|  | 3               | Montpellier      | 2               | Toulon    | 21 | 28          |             |             |  |   |           |       |       |  |
|  | 3               | Montpellier      |                 |           |    |             |             |             |  |   |           |       |       |  |
|  | 6               | Castres          | 9               |           |    |             |             |             |  |   |           |       |       |  |
|  | 6               | Castres          | 9               |           | 3  | Montpellier | 18          |             |  |   |           |       |       |  |
|  |                 |                  |                 |           | 3  | Montpellier | 18          |             |  |   |           |       |       |  |
|  |                 |                  | 2               | Toulon    | 27 |             |             |             |  |   |           |       |       |  |
|  |                 |                  | 2               | Toulon    | 27 |             |             |             |  |   |           |       |       |  |
|  |                 |                  |                 |           |    |             |             |             |  |   |           |       |       |  |
|  |                 |                  |                 |           |    |             |             |             |  |   |           |       |       |  |
|  |                 |                  |                 |           |    |             |             |             |  |   |           |       |       |  |
|  |                 |                  |                 |           |    |             |             |             |  |   |           |       |       |  |